# Shahrestān-e Khāsh
Shahrestān-e Khāsh (persiska: شهرستان خاش, خاش) är en delprovins (shahrestan) i Iran.   Den ligger i provinsen Sistan och Baluchistan, i den sydöstra delen av landet. Administrativt centrum är staden Khash.
Delprovinsen hade 173 821 invånare 2016.